# Коронавірусна хвороба 2019 на Мадагаскарі
Коронаві́русна хворо́ба 2019 у Мадагаска́рі — розповсюдження пандемії коронавірусу територією Мадагаскара.
Перший випадок появи коронавірусної хвороби було виявлено на території Мадагаскара 20 березня 2020 року.
Станом на 27 березня 2020 року, на Мадагаскарі було виявлено 24 випадки захворювання.

## Хронологія
20 березня 2020 року на Мадагаскарі було виявлено перші 3 випадку коронавірусу, інфікованими виявилися 3 жінки.
20 березня було запроваджено деякі запобіжні заходи, для запобігання розповсюдженню коронавірусу щонайменше у двох містах на Мадагаскарі. 20 березня в уряді заявили, що всі авіарейси будуть призупинені на 30 днів, починаючи з 24 березня.